# Lindengrundschule Missen
Die Lindengrundschule Missen ist eine sechsklassige Grundschule im Ortsteil Missen der Stadt Vetschau/Spreewald im Landkreis Oberspreewald-Lausitz in Brandenburg. Das Unterrichtsgebäude ist ein eingetragenes Baudenkmal in der Denkmalliste des Landes Brandenburg.

## Geschichte
Bereits im Jahr 1906 gab es in Missen eine Dorfschule. Das heutige Unterrichtsgebäude und ein dazugehöriges Lehrerwohnhaus wurden zwischen 1954 und 1956 als zehnklassige Polytechnische Oberschule gebaut, zum Einzugsbereich gehörten die Gemeinde Missen sowie zehn weitere umliegende Dörfer. In der DDR trug die Schule den Namen des Widerstandskämpfers Anton Saefkow. Als 1977 der Platz nicht mehr ausreichte, wurde das Schulgebäude um einen Erweiterungsbau ergänzt. Zeitgleich entstand auf dem westlichen Teil des Schulgeländes eine Sporthalle.
Nach der Wiedervereinigung wurde die Anton-Saefkow-Oberschule zunächst in eine Grund- und Realschule umgewandelt, die Realschule wurde jedoch bereits 1992 wegen fehlender Zweizügigkeit geschlossen. Zwischen 2007 und 2009 wurde das Gebäude, das inzwischen nicht mehr den erforderlichen Brandschutzanforderungen genügte, umfassend saniert. Das bis dahin von der Grundschule genutzte Gebäude wurde abgerissen und die Grundschule zog in das alte Schulgebäude zurück. Am 7. Oktober 2020 wurde die für rund 1,8 Millionen Euro sanierte Turnhalle wieder eingeweiht.

## Schulgebäude

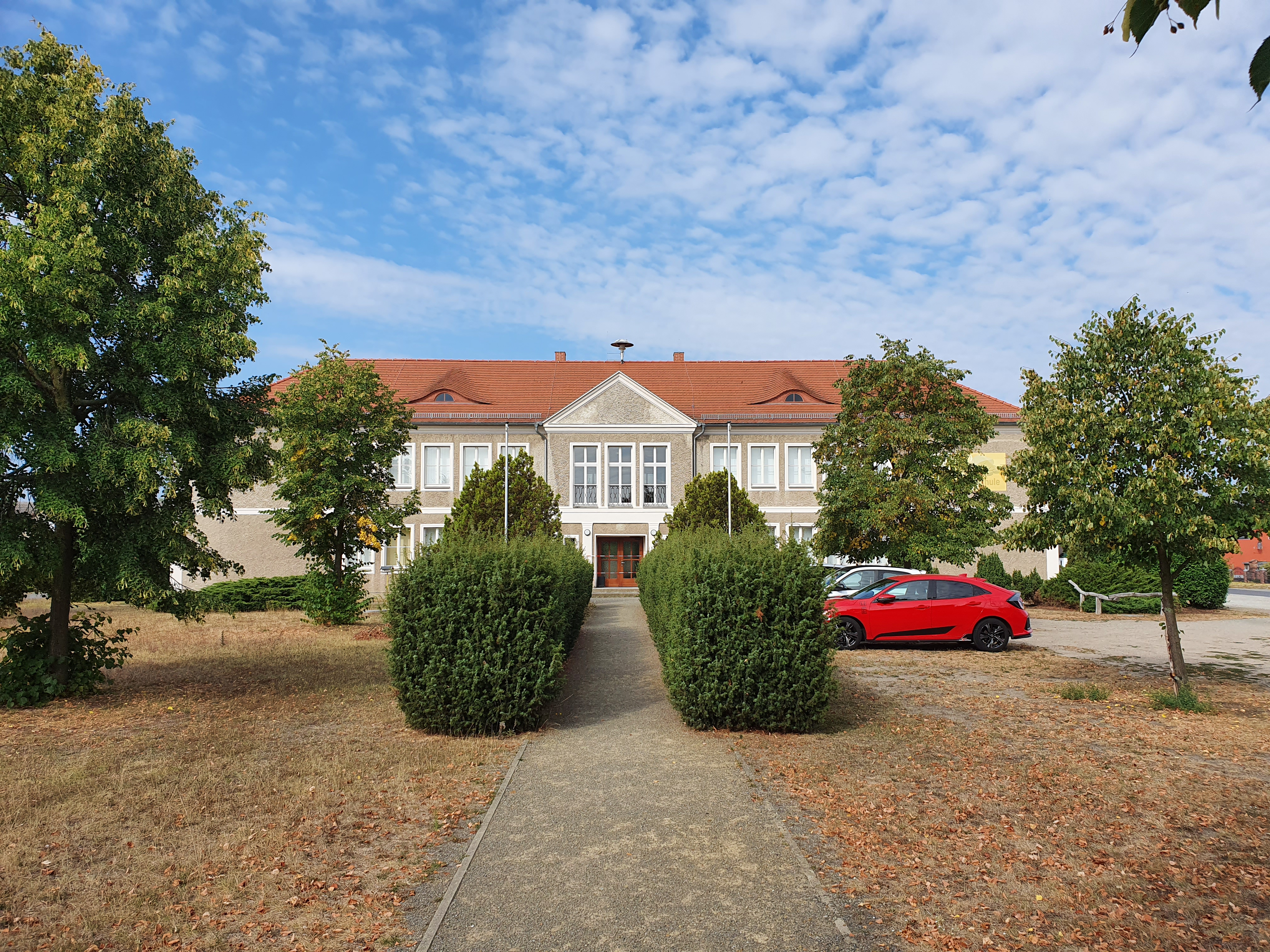
Eingangsbereich des Gebäudes (2022)

Das Schulgebäude der Missener Grundschule ist ein zweigeschossiger Bau im Stil des Neoklassizismus. Das langgezogene Gebäude hat dreizehn zu sieben Achsen auf einem U-förmigen Grundriss und ein Walmdach. An der westlichen Gebäudeseite befindet sich ein dreiachsiger Mittelrisalit mit einer zweiflügeligen Eingangstür, bodentiefen Fenster im Obergeschoss und einem Dreiecksgiebel.
Die Fassade ist durch ein umlaufendes Geschossgesims und im Bereich des Risaliten mit angeputzten Pilastern gegliedert. Auf dem Dach befinden sich im Osten zwei Fledermausgauben und auf der Westseite mehrere Giebelgauben.

## Schulprofil
Die Lindengrundschule Missen ist eine „Verlässliche Grundschule“ mit Hort und bietet ein ganztägiges Betreuungsangebot von 6:00 bis 17:00 Uhr an. Zum Einzugsbereich der Grundschule gehören im Schuljahr 2024/25 die Vetschauer Ortsteile Koßwig, Laasow, Missen, Ogrosen, Repten und Stradow sowie die Ortsteile Buchwäldchen, Gosda und Muckwar der Gemeinde Luckaitztal.
Neben den regulären Schulfächern werden in den Klassenstufen fünf und sechs die Fächer WAT, Gesellschaftswissenschaften, LER und Naturwissenschaften angeboten.